# Gai Fabrici Luscí (cònsol)
Gai Fabrici Luscí (en llatí: Gaius Fabricius C. f. C. n. Luscinus) va ser un magistrat romà del segle iii aC. És considerat el primer membre de la gens Fabrícia, que des de la ciutat d'Aletrium, al país dels hèrnics, es va traslladar a Roma. Era un heroi popular romà, representant de la pobresa i de l'honestedat dels temps antics.
És mencionat per primer cop l'any 285 o 284 aC quan va ser enviat com ambaixador a Tàrent i altres estats aliats per dissuadir-los de fer la guerra a Roma, però fou detingut pels tarentins que van enviar ambaixades als etruscs, umbres i gals amb la idea de formar una gran coalició contra Roma, segons diu Cassi Dió.

## Primer consolat
Va ser alliberat una mica després i el 282 aC era cònsol amb Quint Emili Pap. Durant el seu període va portar la guerra al sud d'Itàlia contra samnites, lucans i brutis. Va marxar cap a Túrios que era assetjada per lucans i brutis, però com que la seva força era inferior a la de l'enemic els soldats es van desmoralitzar quan de sobte va aparèixer una figura gegant, que fou identificada com a Mart, que va escalar les muralles i va propiciar la victòria dels romans. Els habitants de Túrios, agraïts, li van erigir una estàtua. Després va obtenir altres victòries i va ocupar diverses ciutats a lucans, brutis i samnites obtenint un gran botí, que en bona part va retornar als ciutadans i en part va repartir entre els soldats. Encara va donar a l'erari la quantitat de 400 talents.
L'any 281 aC va desembarcar a Tàrent el rei Pirros de l'Epir i el 280 aC el cònsol Publi Valeri Leví fou enviat a lluitar contra el rei. Gai Fabrici era probablement un dels seus legats i va estar present a la batalla d'Heraclea, on els romans van ser derrotats. Mentre Pirros era a la rodalia de Roma, el govern de la república va enviar una ambaixada a Pirros encapçalada per Gai Fabrici, per negociar l'intercanvi de presoners. Pirros va rebre amb grans honors a l'ambaixador i li va oferir tota mena de regals amb la intenció de guanyar-lo pel seu servei, però Gai Fabrici va rebutjar tots els oferiments. La guerra es va reprendre el 279 aC i Gai Fabrici va servir altre cop com a legat i va participar en la batalla d'Asculum, amb una nova derrota romana, on es diu que va ser ferit.

## Segon consolat
El 278 aC va ser elegit cònsol per segona vegada amb Quint Emili Pap. Un traïdor va oferir enverinar al rei epirota, però Gai Fabrici i el seu col·lega el van detenir i enviar a Pirros, i aquest fet va ser el pretext per obrir negociacions, ja que els romans volien recuperar ràpidament el territori i el control dels aliats i Pirros no podia arriscar un altre batalla amb els romans. Va enviar Cinees a Roma com ambaixador i es va concertar una treva, i Pirros va sortir cap a Sicília, abandonant als seus aliats italians. En la resta de l'any Gai Fabrici va sotmetre als aliats revoltats del sud d'Itàlia i al seu retorn va celebrar un triomf, i va exercir influència per l'elecció de Publi Corneli Rufí com a nou cònsol, tot i que era un home avariciós.

## Censor
L'any 275 aC va ser censor amb Quint Emili Pap. En la seva censura va combatre el luxe i va expulsar del senat a Publi Corneli Rufí, l'antic cònsol, per raó de la seva riquesa. El 273 aC era cònsol sufecte segons diuen els Fasti, però sembla un error per Gai Fabi Dorsó Licí.
Va morir algun temps després, pobre com havia viscut, i no va poder deixar dot a les seves filles, que finalment va pagar el senat per respecte a la seva memòria.